# Darkest Hour (band)
Darkest Hour is een Amerikaanse metal-, thrashmetal- en punkband, ook wel omschreven als een extreme metalband. De band werd opgericht in 1994 in Washington D.C.. Het debuutalbum werd uitgebracht onder het label MIA Records, wat niet lang daarna failliet ging. Al snel werd de band een contract aangeboden door Victory Records. In 2004 sloten ze Ozzfest af. Het jaar daarop bracht Darkest Hour de DVD Prison Scars and Party Bars: A Thrashography uit, een biografie van de eerste 10 jaar.

## Personele bezetting
Huidige leden
- John Henry – vocalen (1995–heden)
- Mike Schleibaum – gitaar (1995–heden)
- Mike "Lonestar" Carrigan – gitaar (2008–heden)
- Aaron Deal – bass (2011–heden)
- Travis Orbin – drums (2012–heden)

Voormalige leden
- Raul Mayorga – bas (1995–1998)
- Matt Maben – drums (1995–1999)
- Ryan Parrish – drums (1999–2011)
- Fred Ziomek – gitaar (1999–2002)
- Billups Allen – bas (1999–2001)
- Paul Burnette – bas (2001–2011)
- Kris Norris – gitaar (2002–2008)
- Timothy Java – drums (2011–2012)

Tijdlijn

## Discografie
Studioalbums
- 2000: The Mark of the Judas (M.I.A. Records)
- 2001: So Sedated, So Secure (Victory Records)
- 2003: Hidden Hands of a Sadist Nation (Victory Records)
- 2005: Undoing Ruin (Victory Records)
- 2007: Deliver Us (Victory Records)
- 2009: The Eternal Return (Victory Records)
- 2011: The Human Romance (Century Media)
- 2014: Darkest Hour (Sumerian Records)
- 2017: Godless Prophets & the Migrant Flora

Ep's
- 1996: The Misanthrope (Death Truck Records)
- 1999: The Prophecy Fulfilled (Art Monk Construction)